# 大栗育夫
大栗 育夫（おおぐり いくお、1950年5月11日 - ）は、日本の経営者。長谷工コーポレーション社長、会長を務めた。

## 来歴・人物
栃木県下都賀郡壬生町出身。1974年に東京理科大学工学部建築学科を卒業し、同年に長谷川工務店(のちの長谷工コーポレーション)に入社した。2001年6月に取締役に就任し、2004年6月に常務、2005年4月に専務、1982年6月に副社長を経て、1983年6月に社長に就任。2014年4月に会長に就任し、2020年4月には相談役に就任。
2021年11月に旭日中綬章を受章。